# 青岛造船厂

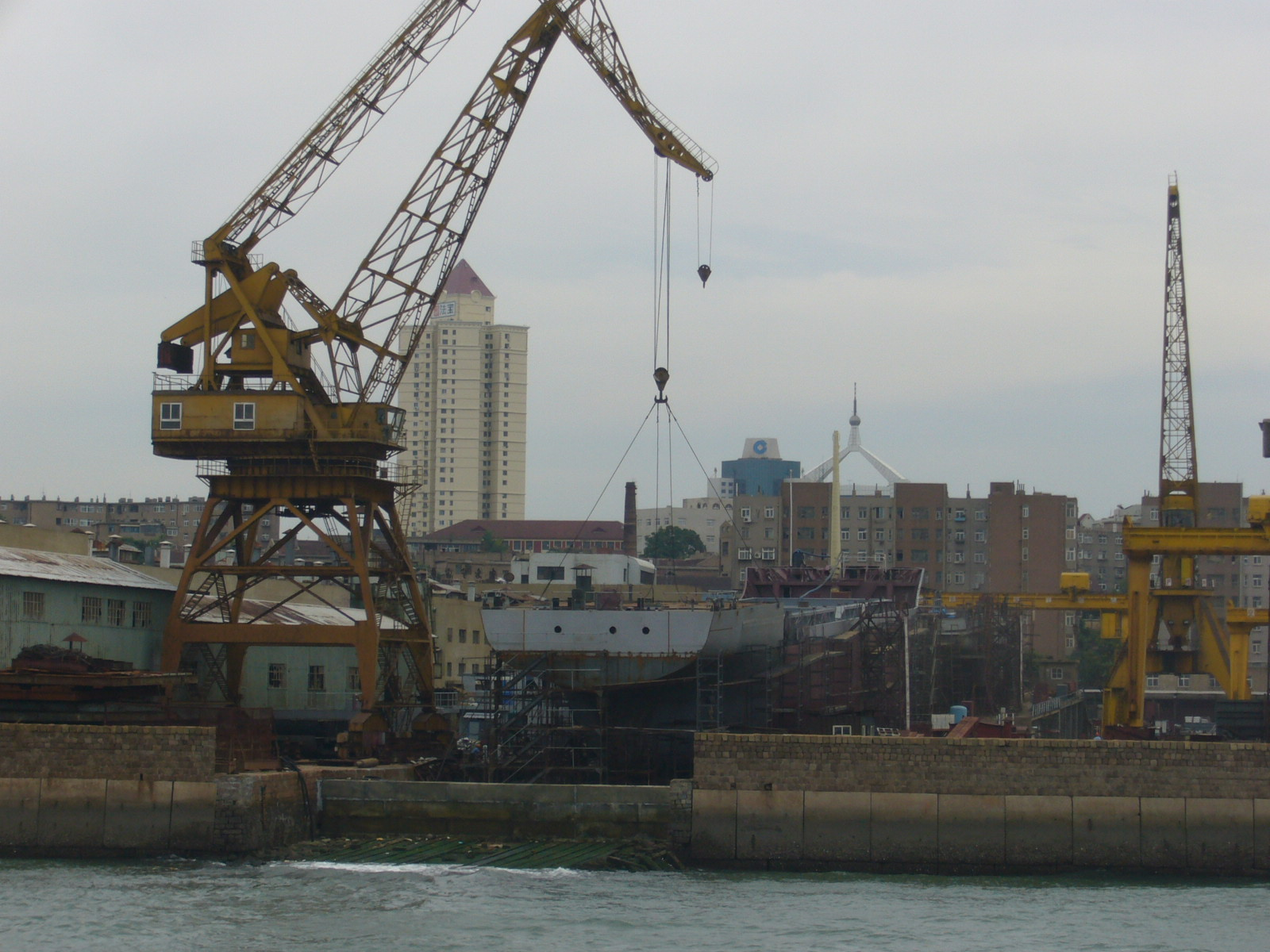
青岛造船厂市南区四川路旧厂区，2005年

青岛造船厂，全称青岛造船厂有限公司，简称青船，由1949年成立的国营青岛造船厂发展而来，现由青岛华通集团全资控股。

## 历史
1949年7月，中共青岛台西区委在后海成立青岛胜利修船厂。9月13日，青岛胜利修船厂注册，经理徐家义，职工159人，资本总额31800元，以修补船舶为主业。1950年4月，更名为青岛市修船生产合作社。1951年，合作社迁址到四川路25号。至1951年，该厂已成立有工厂管理委员会。1955年，多家私营小铁工厂组成“私私联营联成机器厂”，次年改称公私合营联成修船厂。1958年，青岛市修船生产合作社转为地方国营，并更名为“青岛船舶修造厂”。1960年1月1日，青岛船舶修造厂与公私合营青岛联成修船厂合并为“国营青岛造船厂”。
1963年，国营青岛造船厂归口第六机械工业部，隶属于青岛市重工业局，被确定为山东省重点企业，并开始按照国家计划担负军用船舶生产任务。1968年，六机部和青岛市共同投资扩建青船，增加了造船设施，形成了更为完整的生产建造体系，提升了造船能力和技术水平。其时，青船有职工1704名，厂区面积15.2万平方米。
1969年8月9日，经山东省革命委员会和济南军区同意，北海舰队对青岛造船厂实行军事管制。同年，中国人民解放军驻青岛造船厂军事代表室成立。1980年8月14日，总装备部车船军事代表局驻青岛地区军事代表室成立，也驻青岛造船厂。2003年1月，青船技术中心被认定为“青岛市企业技术中心”。2005年7月，青岛造船厂和青岛机电投资发展公司共同出资组建青岛蓝波游艇制造有限公司，并未该公司提供技术工人，进行游艇产品制作。2008年7月16日，全资子公司青岛扬帆船舶制造有限公司注册成立。2008年10月18日，新厂区在即墨女岛奠基开工。2009年，青岛造船厂在蓝波的全部股份被青岛温泉建设集团收购。2009年8月1日，在青岛市铁路文化宫举行青岛造船厂成立60周年暨中国人民解放军驻厂军代室成立40周年庆典。2010年1月9日，青岛造船厂搬迁启动暨青岛扬帆船舶制造有限公司厂房启用仪式在新厂区机加工车间举行。
2010年3月30日，青岛造船厂有限公司注册成立，青船由国有独资转变为国有资本、民营资本共同出资的现代化公司制企业。2010年10月10日，老厂区最后一艘船驶离码头，标志着搬迁正式结束。2008年2月，青岛市国有资本投资运营公司改革，成立青岛华通国有资本投资运营集团有限公司。注册资本10.5亿元的青岛造船厂有限公司现为华通集团下属品牌之一。

## 生产能力
青船的造船基地位于青岛市即墨区女岛船舶重工业基地，西侧为蓝色硅谷核心区，距离青岛市区90公里，厂区面积达79万平方米，舾装码头1090米，码头水深-7.8米。拥有大小干船坞两座，大船坞480米×76米，小船坞180米×28米，配备两台600吨、一台150吨门式起重机及配套生产设备2000余台套。达产可实现年钢材加工能力20万吨，年船舶制造能力150万载重吨。

## 制造

### 军用船舶
青岛造船厂于1963年开始担负军用船舶生产任务。1969年4月，青岛造船厂与上海708所首次试制了271型100吨水货登陆艇。1970年12月，首制艇交付部队使用。
1970年，青船在北海舰队的支持下，对建造037型反潜护卫艇（037型猎潜艇）进行了可行性论证，成立反潜护卫艇工程办公室负责该艇全部制造任务。1971年10月，首艇正式开工建造，1973年底完成试航，交付部队使用。1974年9月，青岛造船厂被正式确定为037型反潜护卫艇的定点生产厂家。
到1990年末，青岛造船厂共制造军用舰艇和拖轮、抛石船、运水船等11种类型的军辅船100余艘。2002年7月9日，在海军073A型中型登陆舰竞标中胜出，开启了青船军用船舶“由艇到舰”的跨越。2008年6月11日，青船获中国人民解放军总装备部颁发的首批装备承制单位资格证书。

### 货轮
1978年7月9日，由青岛造船厂建造的山东省第一艘5000吨级沿海散装货轮下水。2005年1月4日，青船与日本东洋海运株式会社签订两艘3300T多用途货船建造合同。

### 工程船舶
1964年, 青岛造船厂首次建造100千瓦钢质拖轮成功。至1981年，该厂先后建造成100千瓦、304千瓦、882千瓦、1323千瓦、1440千瓦等型号的内河及近海钢质拖轮71艘，其中304千瓦钢质拖轮51艘。该厂还制造各种钢质挖泥船34艘以及小型浮船坞等船舶。
1986年3月1日，青岛造船厂设计建造的“胜利303号”1000吨级浅吃水甲板驳船下水。1986年4月14日，为胜利油田建造的2000HP浅海多用途拖船开工，为中国国内首次采用大功率喷水推进技术。1986年12月2日，中国第一艘2000马力浅海多用途拖轮“胜利221号”在青岛造船厂下水。1987年2月，为胜利油田建造的3000HP浅海拖曳供应船开工。1989年10月20日，青岛造船厂建成中国第一艘可在超浅水域作业的大马力电力推动拖船“胜利232”，并正式交付胜利油田投入使用。
2003年8月13日，青船为长江口深水航道建设公司建造的塑料排水板打设船开始建造，型长60米、型宽30米、型深5米，钢材用量近千吨，80天后完工交付。2005年6月16日，与中国石油集团海洋工程公司签订两艘2000HP拖船建造合同。2010年11月9日，为中国交通进出口公司建造的1800T电力推进船在新厂区码头交船，为新厂区建造交付的第一条船舶。2011年6月28日，20.5万吨散货船开工，山东省建造的最大吨位船舶。

### 公务船
1999年8月3日，青船中标海关总署的5艘200T新型海关缉私艇建造合同，开始建造公务船。

### 其他
1982年，青船开始生产啤酒设备，至1993年先后为中国各地90余家啤酒厂生产啤酒喷淋杀菌机110余台，啤酒洗瓶机90余台。

## 荣誉
1970年，青船与上海708所联手研制的中国首艘271型100吨登陆艇交付使用，该型艇首次采用分段建造法，1978年获全国科学大会奖，271登陆艇改进型则在2003年获中国人民解放军科学技术进步二等奖。1971年10月在青船开工建造的037型猎潜艇于1978年获全国科学大会奖。1987～1989年，青岛造船厂先后为胜利油田建造成1470千瓦钢质浅海多用途拖轮、735千瓦超浅海工作船、2200千瓦浅海拖曳供应船各1艘。其中1470千瓦拖轮荣获中国船舶工业总公司和山东省经委优质产品奖。
1984年3月5日，青岛造船厂等11个基层武装部被评为山东省“先进人民武装部”。

## 相关

### 涉外事件
1950年8月，青岛瑞丰公司代理的英籍轮船“科达”号（Canda）因锅炉损坏，请青岛造船厂包修。8月8日上午，“科达”号轮机长英国人杰泼生脚踢、驱赶在甲板上仰卧休息的夜班工人刘良士等人，并用香烟烧烫刘良士。青岛造船厂派人交涉，杰泼生仍态度傲慢绝不认错。后经军管部门批准，对杰泼生两次传讯，指出其错误并要求其登报道歉。8月10日上午，杰泼生到造船厂向被侮工人道歉，并于8月23日在《青岛日报》刊等《道歉启事》。

### 生产事故
1983年8月11日下午3时15分，青岛造船厂为香港太元船厂有限公司建造的第8号750M3开底泥驳发生爆炸事故。事故共造成8人死亡、5人重伤、1人轻伤，泥驳尾段在爆炸中全部损坏。该起事故被定性为重大安全事故，事故直接原因是尾浮力舱连续油漆作业造成可燃气体膨胀，沿人孔盖向外溢出的可燃气体遇船上施工的电焊火花，导致爆炸。